# Tyrrestrup
Tyrrestrup er en herregård, som ligger i Søvind Sogn i Horsens Kommune. Hovedbygningen er opført i 1720 på et tidligere firsidet voldsted. Voldstedet og kældre under hovedbygningen dateres til omkring 1540.
Tyrrestrup er en gammel gård, som allerede nævnes i historien i 1438. Den ejedes da af Anders Hop. 
Tyrrestrup Gods er på 240 hektar

## Ejere af Tyrrestrup
- (1438) Anders Hop
- (1438-1481) Mogens Ebbesen Galt
- (1481) Ide Mogensdatter Galt gift Lange
- (1481-1500) Niels Thomsen Lange
- (1500-1548) Peder Ebbesen Galt
- (1548-1551) Ingeborg Gjordsdatter Drefeldt gift Galt
- (1551-1575) Mogens Pedersen Galt
- (1575-1585) Anders Pedersen Galt
- (1585-1591) Gjord Pedersen Galt
- (1591-1601) Axel Gjordesen Galt / Peder Gjordesen Galt
- (1601-1614) Axel Gjordesen Galt
- (1614-1648) Slægten Laxmand
- (1648-1662) Ebbe Gyldenstierne
- (1662-1665) Herman Stochmann
- (1665-1668) Otto Pogwisch
- (1668) Kronen
- (1668-1674) Henrik Müller
- (1674-1690) Jørgen Henriksen Müller
- (1690-1692) Johannes Fincke
- (1692) Karen Ottesdatter Pogwisch gift Müller
- (1692-1732) Christian Carl Jørgensen Müller
- (1732-1735) Anne Bendixdatter Lassen gift Müller
- (1735-1736) Anne Bendixdatter Lassens dødsbo
- (1736-1769) Hans Christensen Juul
- (1769-1770) Cecilie Marie Hansdatter Juul gift Søltoft
- (1770-1802) Ole Johan Søltoft
- (1802-1825) Christian Olesen Søltoft
- (1825-1827) Christian Olesen Søltofts dødsbo
- (1827-1878) Ole Johan Christiansen Søltoft
- (1878-1883) Henriette C.E. Fischer gift Søltoft
- (1883-1884) Henriette C.E. Fischers dødsbo
- (1884-1914) Viggo Olesen Søltoft
- (1914-1961) L.P. Horn
- (1961-1966) Ingrid Horn / Mogens Horn
- (1966-1970) Ingrid Horn
- (1970-1975) Slægten Horn
- (1975-1985) Adam Helms
- (1985-1999) Jannik Gertz
- (1999-2008) MHI A/S
- (2008-)     Jens O. J. Harder